# Андрейченко, Сергей Александрович
Серге́й Алекса́ндрович Андре́йченко (26 ноября 1954, станица Кущёвская, СССР) — советский футболист, полузащитник и нападающий.

## Карьера
Футболом начал заниматься в родной станице Кущёвской. С 1976 по 1985 год выступал, с перерывом, за «Кубань», в составе которой в 1980 году дебютировал в Высшей лиге СССР, где сыграл за 2 сезона 30 встреч и забил 2 мяча. Всего за это время провёл 211 матчей и забил 20 голов в чемпионатах и первенстве СССР, и ещё сыграл 20 встреч и забил 1 мяч в Кубке. В 1979 году стал в составе «жёлто-зелёных» серебряным призёром Первой лиги СССР.
Сезон 1981 года провёл в костромском «Спартаке», за который в 37 поединках первенства забил 8 голов.

## Достижения
- 2-е место в Первой лиге СССР (выход в Высшую лигу): 1979

## После карьеры
После завершения карьеры профессионального футболиста продолжает играть на любительском уровне за команду ветеранов ФК «Кубань», в составе которой неоднократно становился чемпионом среди ветеранов. Ныне работает в системе ФК «Кубань». В 2010 году получил от клуба специальный приз «За преданность футболу».